# Silvanópolis
Silvanópolis är en kommun i Brasilien.   Den ligger i delstaten Tocantins, i den centrala delen av landet, 500 km norr om huvudstaden Brasília. Antalet invånare är 5 071.
Omgivningarna runt Silvanópolis är huvudsakligen savann. Runt Silvanópolis är det mycket glesbefolkat, med 2 invånare per kvadratkilometer.